# Conus cuna
Espèce
Conus cuna est une espèce de mollusques gastéropodes marins de la famille des Conidae.
Comme toutes les espèces du genre Conus, ces escargots sont prédateurs et venimeux. Ils sont capables de « piquer » les humains et doivent donc être manipulés avec précaution, voire pas du tout.

## Distribution
Cette espèce est présente dans la mer des Caraïbes au large du Panama.

## Taxonomie

### Publication originale
L'espèce Conus cuna a été décrite pour la première fois en 1998 par le malacologiste américain Edward James Petuch (d) dans « La Conchiglia »,.

### Synonymes
- Atlanticonus cuna (Petuch, 1998) · non accepté
- Conus (Atlanticonus) cuna Petuch, 1998 · appellation alternative
- Conus (Purpuriconus) cuna Petuch, 1998 · non accepté
- Gladioconus cuna (Petuch, 1998) · non accepté